# Гниланский округ

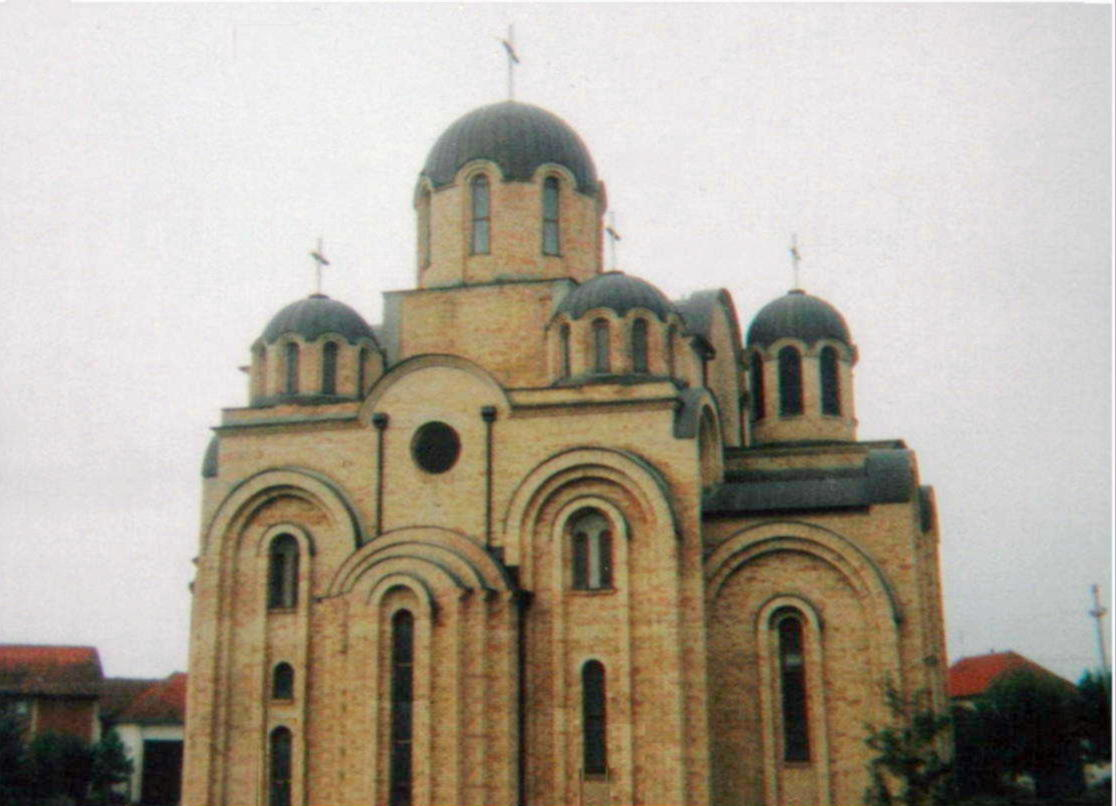
Собор Святой Троицы в городе Партеш

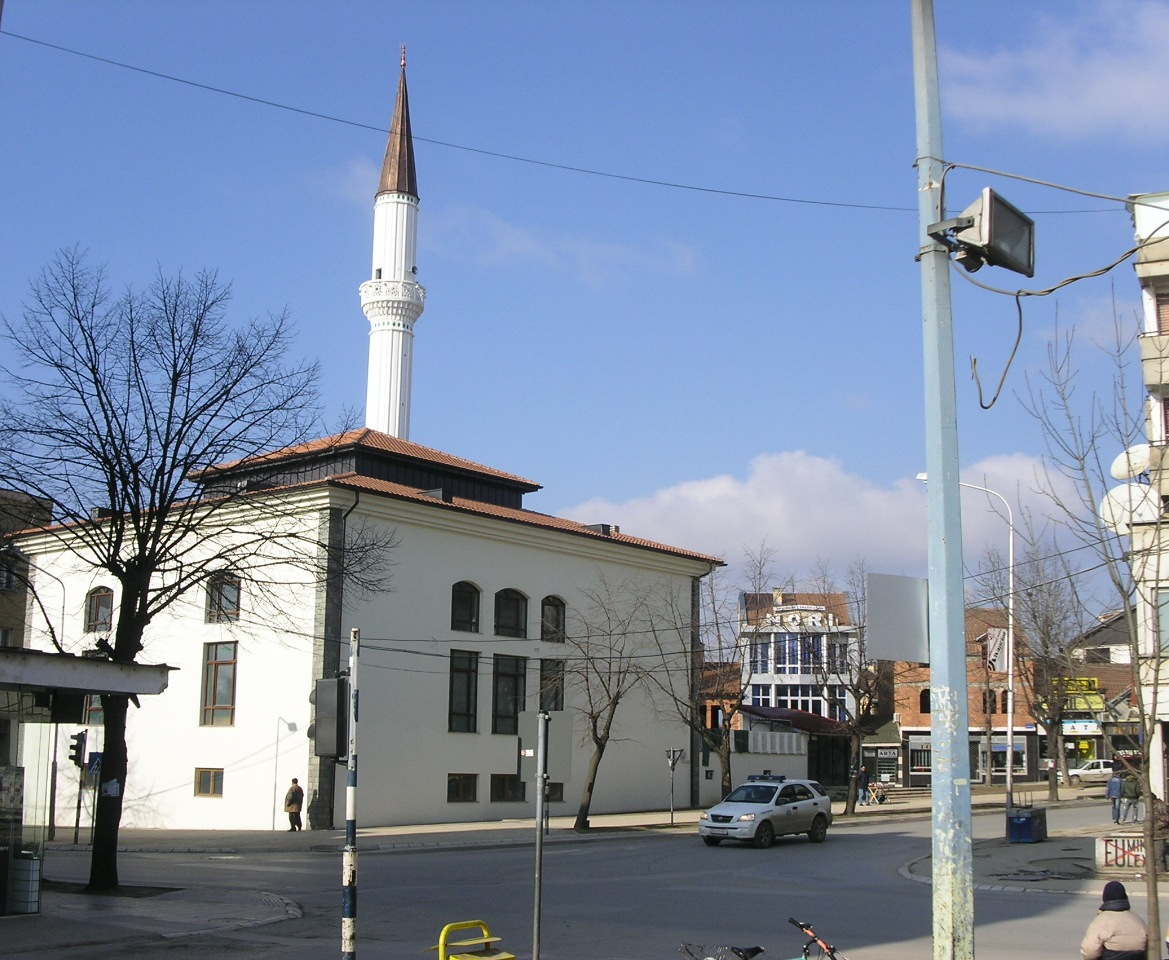
Мечеть в городе Гнилане

Гниланский округ (алб. Rajoni i Gjilanit; серб. Гњилански округ/Gnjilanski okrug) — один из семи округов частично признанной Республики Косово с центром в городе Гнилане.
По административному делению Сербии примерно соответствует Косовско-Поморавскому округу, в который входит ещё четвёртая община Ново-Брдо.
Основным населением округа являются албанцы, однако в округе имеются
сербские анклавы, сгруппированные преимущественно вокруг городов Партеш, Ранилуг и Клокот-Врбовац.

## Общины
- Гнилане
- Косовска-Каменица
- Витина
- Ранилуг — сербский анклав
- Партеш — сербский анклав
- Клокот — сербский анклав

## Города
- Гнилане
- Косовска-Каменица
- Витина
- Партеш (сербский анклав)
- Ранилуг (сербский анклав)
- Клокот-Врбовац (сербский анклав)